# Nevelés és oktatás az ókori Rómában

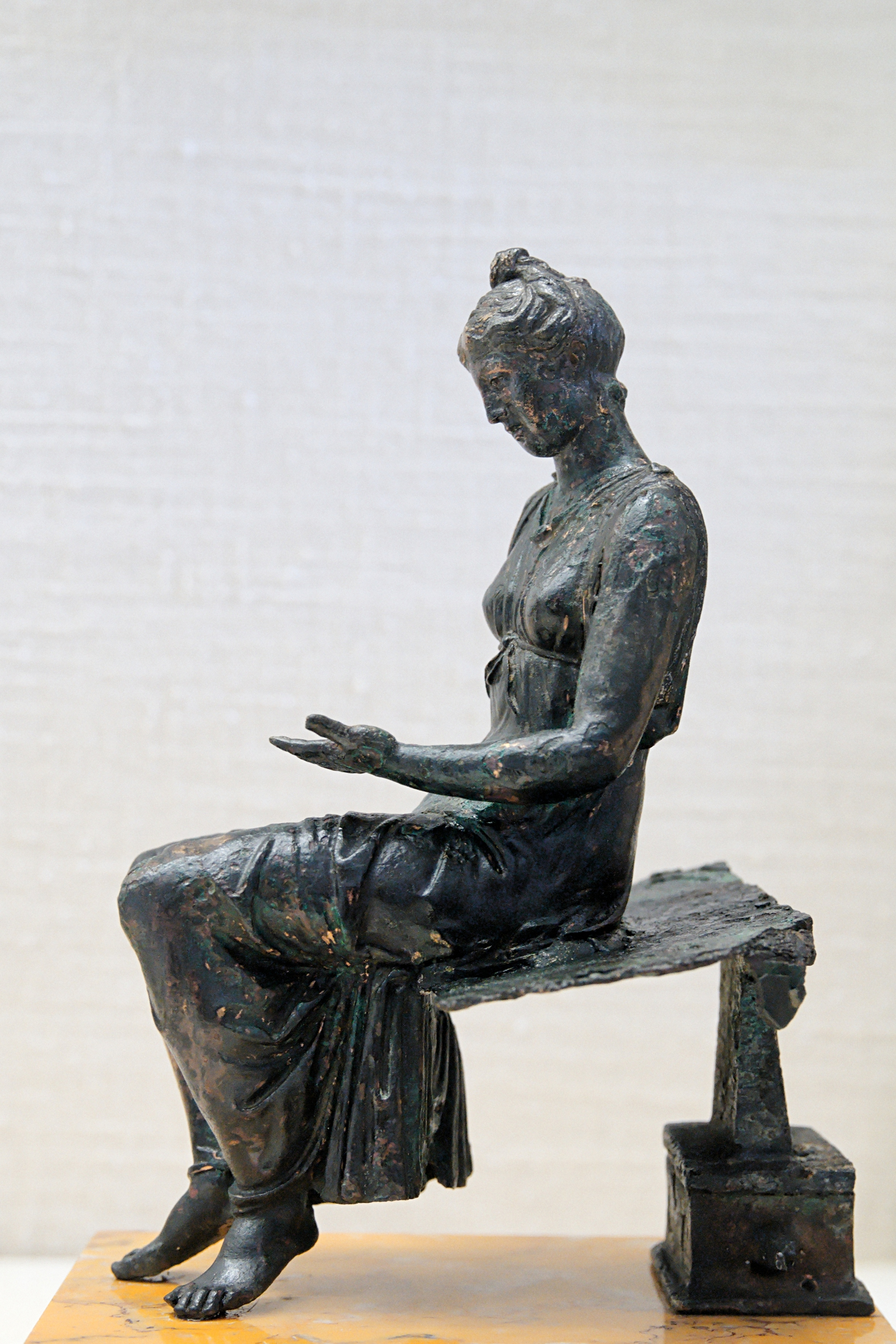
Lány olvasás közben – első században készült bronz szobrocska

A nevelés és oktatás az ókori Rómában fokozatosan fejlődött a korai köztársaság informális, családias oktatási megoldásaitól a késői köztársaság és a császárkor már hivatásos oktatókra támaszkodó rendszeréig. A római oktatási rendszer alapvetően görög mintára alakult, és tanárok, magántanárok nagy része is görög származású, vagy görög rabszolga volt. A római oktatási rendszer a provinciákban is elterjedt, és később alapja lett a nyugat-európai civilizáció oktatási rendszerének.
A szervezett oktatás, az iskolák későn alakultak ki és ritkák maradtak. Az i. e. 2. századig nagyon kevés eredeti forrás foglalkozik az oktatással. A római családfő, a paterfamilias által a családja felett gyakorolt szinte korlátlan hatalom következtében a gyermekek nevelése, oktatása is nagy mértékben különbözött az egyes családok között. Az általánosan elfogadott erkölcsi elvek azonban fokozatosan elvárttá tették a családfő számára azt, hogy valamilyen formában, bizonyos mértékig, gondoskodjon a család gyermekeinek szervezett oktatásáról. Azok számára, akik politikai pályára készültek, különösen fontos volt a korban elérhető legmagasabb szintű iskolázottság.

## A kezdetek
A rómaiak hagyományosan, akárcsak más kultúrákban, a családban nevelték a kisgyermekeket, a szülők foglalkoztak velük. Az írást, olvasást és számolást már az ősi időkben tanították, ez igen korán a kultúra része lett.
Az első, mai felfogás szerint is iskolának tekinthető intézményt (ludus) Rómában az i. e. 5. században alapították. Ez a gyakorlat viszonylag gyorsan elterjedt mind Rómában, mind a többi jelentős itáliai városban. A tanítók (ludimagister) egyszerű berendezésű kis helyiségekben (tabernae) működtek. A tanítónak lehetett csak támlás karosszéke (cathedra). A tanítás korán reggel kezdődött, a hat órás munka után ebédre (prandium) hazaengedték őket. A felnőttek munkaszünetéhez hasonlóan a vásárok napján (nundinae) nem volt tanítás sem.

## Köztársaság és császárkor

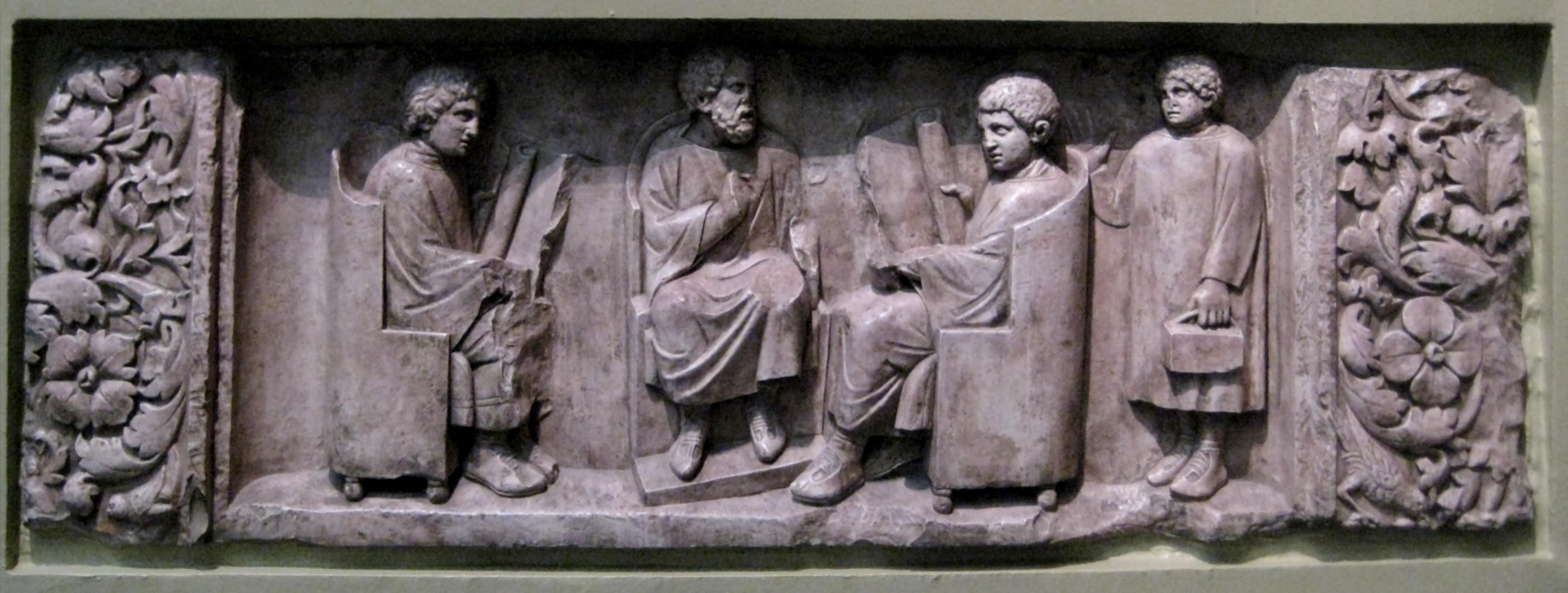
Trier közelében talált dombormű, római tanár három tanítványával (i. sz. 180-185)

A köztársasági kor végére, a császárkor elejére, megszilárdultak az oktatási rendszer fő vonalai. Ekkorra már sok formális iskola jött létre fizető diákok számára. Ingyenes közoktatásnak csak a csírái mutatkoztak helyenként. Az oktatás általában kiterjedt a fiúkra és lányokra is, de nem szükségszerűen együtt.
A római oktatási rendszer a maihoz hasonlóan fokozatokba volt szervezve. Marcus Fabius Quintilianus, a neves szónok és nevelő amellett szállt síkra, hogy a gyermekek oktatását minél fiatalabb korban meg kell kezdeni, mert már akkor fogékonyak a tanulásra. A római iskolások előrehaladása az oktatási rendszerben azonban a maitól kissé eltérően jobban függött az előrehaladásuktól, mint a koruktól. Nagy figyelmet fordítottak a diákok egyéni tehetségére.
A tehetős családok mindennapjaiban az általános gyakorlat az volt, hogy a fiúk és lányok hétéves korukban kezdték tanulmányaikat a ludusban, azaz az elemi iskolákban, vagyis a magister iskolájában. Ide egy házi rabszolga kísérte őket, aki a házi nevelői posztot is betöltötte, vigyázott rájuk, vitte holmijaikat. Az elemi iskolában írni, olvasni, számolni tanultak a gyerekek. Fatáblára öntött viaszba nyomták az íróvesszőt, vagy cserépre karcolták a betűket. A matematika tanulásához számolótáblát használtak segítségül. A testi fenyítés mindennapos volt. Hazatérve az iskolából, a gyerekek a házitanító segítségével ismételgették a feladatokat.
Tizenegy éves korban a gazdagabb családok gyermekei és a tehetségesebbek a grammaticus (szó szerinti fordításban a nyelvtanár, általában a szülők által fizetett felszabadított görög rabszolga) iskolájában folytatták tanulmányaikat. (A többiek szakmát kezdtek tanulni, leginkább szüleiket követve.) Itt a helyes latin és a görög nyelvet, nyelvtant tanulták, irodalmi szövegekkel foglalkoztak. A legfontosabb tanulmányozott szerzők Vergilius, Terentius, Cicero és Sallustius voltak. A grammatikai oktatás meglehetősen egyoldalú volt, kevés gyakorlati ismeretet nyújtott, bár egyes iskolákban történelmi, mitológiai, földrajzi, mértani, természettudományi témákat is érintettek. Azokkal a tanulókkal, akiket a számtan mélyebben érdekelt, az calculator elnevezésű pedagógus foglalkozott.
A harmadik fokozat, a korabeli felsőoktatás a rétor iskolája volt, ahová főleg az előkelő családok gyerekei jártak. Itt a fő vagy gyakorlatilag az egyetlen tantárgy a szónoklat elmélete és gyakorlata volt. A köztársaság korában a politikai pályafutás alapfeltétele volt a szónoklattan és a jogtudomány ismerete. A diákoknak jártasságot kellett szerezni mind a vitatkozó (controrversia), mind pedig a tanácsadó (suasoria) jellegű beszédformában. Sokat használták az idősebb Seneca beszédgyűjteményét.
Az i. e. 2. század végéig Rómában nem volt latin nyelvű rétori iskola, a tekintélyes családok ifjai híres államférfiak mellett, vagy görög tanárok római "főiskoláiban" tanultak. Anyagi lehetőségek birtokában szívesen utaztak a görög föld neves akadémiáiba. Athén mellett e téren tekintélyesek voltak Rodosz, Epheszosz, Pergamon, Szmirna és Alexandria ilyen intézményei is.
Később az élénk római belső politikai mozgalmak keltette igény hatására számos latin nyelvű rétori iskola jött létre Rómában is, ahol a szerényebb vagyonú plebejus családok gyermekei is fejleszthették képességeiket. A római nemesség féltékenyen figyelte ezeket a fejleményeket, ezért i. e. 92-ben be is tiltották a Rómában latinul oktató rétor-iskolákat, de ez a tilalom csak ideiglenes maradhatott; Caius Iulius Caesar belátta a tarthatatlanságát és újra engedélyezte a latin nyelvű oktatást.
A harmadik tanulási szakasz általában 18 éves korban fejeződött be, ezután az ifjú anyagi lehetőségei függvényében még elmehetett Athénbe vagy Rodosz szigetére, hogy egy neves filozófus mellett gyarapítsa ismereteit, vagy Berütoszba, ahol a leghíresebb jogtudósok tevékenykedtek. Ezek után kezdte csak meg politikai, katonai vagy üzletemberi pályáját.
A császárság kialakulásával a rétori oktatás jelentősége csökkent, hiszen a nyilvános politizálás gyakorlatilag megszűnt. Az ilyen iskolák azonban fennmaradtak, sőt virágzottak, mert ez a felsőfokú oktatási forma megfelelt az uralkodó elit igényeinek, gondolkodásának, amely a kereső foglalkozások jó részét lenézte, és helyette a retorikát tanulta. Az oktatás formái megmerevedtek, a tananyag a valóságtól elrugaszkodva alig fejlődött.
Az ügyvédnek készülő fiatalok általában egy neves jogász mellett sajátították el a jogtudományt, a császárkorra már létező kézikönyvek segítségével. Azonban a természettudományok, műszaki tudományok, a gyakorlati ismeretek nem szerepeltek a római iskolarendszer "tanterveiben". A termelő munkával főleg rabszolgák vagy idegenek foglalkoztak, ezért az ezzel kapcsolatos ismereteket a római uralkodó réteg feleslegesnek tartotta. Csak a mesterséget űző szabad polgárok sajátították el a szükséges ismereteket a családban vagy más mestereknél, ehhez azonban nem kellett iskolát látogatni. A nép műveltségi foka azonban ennek ellenére a kor általános színvonalához képest Rómában igen magas volt.
Vespasianus császár uralkodásától egyes magasabb fokú iskolák állami támogatást kaptak. Hadrianus római császár nyitotta meg az első állami főiskolát, ez volt a híres Athenaeum, ahol grammatikát, filozófiát, valamint jog- és orvostudományt tanítottak.

## A lányok oktatása
A nők nevelésével Rómában sokkal kevesebbet törődtek. A leányok az elemi ismeretek otthoni elsajátítása vagy az elemi iskola után már nem tanultak tovább, hanem a háztartásban készültek későbbi életükre. Az előkelő családok lányai megtanultak görögül, illetve énekelni és táncolni, zenéltek, költeményeket olvastak, de a közrendűek csak dolgoztak a háztartásban.

## A tanárok megbecsülése
A pedagógusoknak csekély volt a társadalmi megbecsülése. A legtöbb nevelő rabszolga, vagy szegény szabados volt. A szülők nagy tudást, figyelmet, lelkiismeretességet vártak el a tanártól, de a tandíjat gyakran nem akarták befizetni, olykor a hatóságoknak kellett azt beszedni.
A bevándorolt görög nevelők igen keresettek voltak, főleg a gazdagok körében. A szónoklat tanárai valamivel jobb helyzetben voltak, több fizetést kaptak, és néhányan át is léphették a pálya szűkre szabott határait. Iulius Caesar sokra becsülte a nevelőket: egy rendeletével megadta a tanároknak a polgárjogot, ez a rabszolga jogállású nevelőknek a felszabadulást jelentette. Néhány rétortanárt pedig a császárok már a lovagrendbe is emeltek, vagy titkári hivatalukba fogadták őket.

## Fordítás
- Ez a szócikk részben vagy egészben a Education in ancient Rome című angol Wikipédia-szócikk ezen változatának fordításán alapul.  Az eredeti cikk szerkesztőit annak laptörténete sorolja fel. Ez a jelzés csupán a megfogalmazás eredetét és a szerzői jogokat jelzi, nem szolgál a cikkben szereplő információk forrásmegjelöléseként.